# フリードリヒ・フランツ3世 (メクレンブルク＝シュヴェリーン大公)
フリードリヒ・フランツ3世（ドイツ語: Friedrich Franz III., 1851年3月19日 - 1897年4月10日）は、メクレンブルク＝シュヴェリーン大公国の大公（在位: 1883年 - 1897年）。フリードリヒ・フランツ2世の長男。

## 略歴
1851年3月19日、フリードリヒ・フランツ2世とその最初の妃であったアウグステ（ロイス＝ケストリッツ侯子ハインリヒ63世の娘）の第1子としてルートヴィヒスルスト（メクレンブルク＝フォアポンメルン州）で生まれた。全名はフリードリヒ・フランツ・パウル・ニコラウス・エルンスト・ハインリヒ（Friedrich Franz Paul Nikolaus Ernst Heinrich）。異母弟にオランダ女王ウィルヘルミナの王配であるハインリヒ（オランダ語名: ヘンドリック）がいる。
フリードリヒ・フランツは幼い頃から喘息と重度の呼吸困難に悩まされていた。彼はヨーロッパ北部には住むことができず、代わりに穏やかな気候が彼に適した地中海沿岸で暮らした。彼の同性愛は公然の秘密だった。
フリードリヒ・フランツ3世は1897年4月10日に療養先のカンヌで死去した。その死は当初橋の欄干から身を投げて自殺したと報じられていたため、謎に包まれている。しかし、フリードリヒ・フランツ3世の死に関する公式報告によると、彼は庭にいるときに呼吸困難を感じ、よろめいて低い壁から落ちたという。大公位は長男のフリードリヒ・フランツ4世が嗣いだが、まだ幼かったため1894年から摂政となっていた同母弟ヨハン・アルブレヒトが引き続き政務を執った。

## 結婚と子女
1879年1月24日にサンクトペテルブルクでロシアのミハイル・ニコラエヴィチ大公（ロシア皇帝ニコライ1世の皇子）の娘で又従妹のアナスタシア・ミハイロヴナと結婚した。結婚生活は不幸なものだったが、二人の間には1男2女が生まれた。
- アレクサンドリーネ（1879年 - 1952年） - デンマーク王クリスチャン10世妃
- フリードリヒ・フランツ4世（1882年 - 1945年）
- ツェツィーリエ（1886年 - 1954年） - ドイツ皇太子ヴィルヘルム妃